# Valerie Higgins
Valerie Higgins (Woodland Hills, 26 maggio 1998) è una cestista statunitense.

## Carriera
È stata selezionata dalle New York Liberty al terzo giro del Draft WNBA 2021 (25ª scelta assoluta).